# Limenitis lemnia
Limenitis lemnia är en fjärilsart som beskrevs av Felder 1867. Limenitis lemnia ingår i släktet Limenitis och familjen praktfjärilar. Inga underarter finns listade i Catalogue of Life.